# Championnats d'Europe de cyclisme sur piste juniors et espoirs 2018
Navigation
Championnats d'Europe 2017 Championnats d'Europe 2019
Les Championnats d'Europe de cyclisme sur piste juniors et espoirs 2018 ont lieu du 21 au 26 août 2018 au Centre mondial du cyclisme d'Aigle, en Suisse. 
À l'origine l'hôte était le Velodromo Fassa Bortolo de Montichiari en Italie, qui devait accueillir les  championnats pour la deuxième fois, après 2016. Mais en raison d'infiltrations d'eau, le vélodrome est devenu impraticable,.
Un total de 343 coureurs (52 juniors féminines, 108 juniors masculins, 71 femmes de moins de 23 ans et 112 hommes de moins de 23 ans) de 25 pays différents sont inscrits au championnat. Au total, 44 titres sont décernés.

## Résultats

### Juniors
| Épreuves               | Or                                                                                   | Argent                                                                              | Bronze                                                                       |
| ---------------------- | ------------------------------------------------------------------------------------ | ----------------------------------------------------------------------------------- | ---------------------------------------------------------------------------- |
| Épreuves masculines    |                                                                                      |                                                                                     |                                                                              |
| Kilomètre              | Jakub Šťastný                                                                        | Titouan Renvoisé                                                                    | Filip Prokopyszyn                                                            |
| Keirin                 | Florian Grengbo                                                                      | Cezary Łączkowski                                                                   | Jakub Šťastný                                                                |
| Vitesse individuelle   | Ivan Gladyshev                                                                       | Florian Grengbo                                                                     | Jakub Šťastný                                                                |
| Vitesse par équipes    | Russie Daniil Komkov Ivan Gladyshev Danila Burlakov Mikhail Smagin                   | France Jordy Thicot Titouan Renvoisé Vincent Yon                                    | Pologne Cezary Łączkowski Oskar Filipczak Mateusz Sztrauch Bartosz Kucharski |
| Poursuite individuelle | Samuele Manfredi                                                                     | Panagiotis Karatsivis                                                               | Nikita Bersenev                                                              |
| Poursuite par équipes  | Pologne Kacper Walkowiak Damian Papierski Wiktor Richter Michal Galka                | Italie Samuele Manfredi Alessio Bonelli Davide Boscaro Tommaso Nencini Diego Bosini | Allemagne Max Gehrmann Calvin Dik Jannis Peter Tobias Buck-Gramcko           |
| Course aux points      | Yanne Dorenbos                                                                       | Panagiotis Karatsivis                                                               | Dzianis Mazur                                                                |
| Américaine             | Belgique Nicolas Wernimont Fabio Van den Bossche                                     | Allemagne Calvin Dik Nils Weispfennig                                               | Pologne Damian Papierski Filip Prokopyszyn                                   |
| Scratch                | Arthur Senrame                                                                       | Filip Prokopyszyn                                                                   | Panagiotis Karatsivis                                                        |
| Omnium                 | Fabio Van den Bossche                                                                | Calvin Dik                                                                          | Tommaso Nencini                                                              |
| Élimination            | Milan Fretin                                                                         | Dzianis Mazur                                                                       | Louis Brulé                                                                  |
| Épreuves féminines     |                                                                                      |                                                                                     |                                                                              |
| 500 mètres             | Yana Tyshchenko                                                                      | Viktorija Sumskyte                                                                  | Kseniia Andreeva                                                             |
| Keirin                 | Yana Tyshchenko                                                                      | Giada Capobianchi                                                                   | Anna Dozhdeva                                                                |
| Vitesse individuelle   | Yana Tyshchenko                                                                      | Kseniia Andreeva                                                                    | Nikola Sibiak                                                                |
| Vitesse par équipes    | Russie Kseniia Andreeva Yana Tyshchenko Anna Dozhdeva                                | Lituanie Viktorija Šumskytė Arūnė Savičiūtė                                         | Pologne Paulina Petri Nikola Sibiak                                          |
| Poursuite individuelle | Vittoria Guazzini                                                                    | Lara Gillespie                                                                      | Sofia Collinelli                                                             |
| Poursuite par équipes  | Italie Silvia Zanardi Gloria Scarsi Giorgia Catarzi Sofia Collinelli Camilla Alessio | Russie Karine Minasian Daria Malkova Mariia Miliaeva Aigul Gareeva                  | Allemagne Ricarda Bauernfeind Lena Reißner Friederike Stern Finja Smekal     |
| Course aux points      | Lara Gillespie                                                                       | Olha Kulynych                                                                       | Marta Jaskulska                                                              |
| Américaine             | Italie Gloria Scarsi Vittoria Guazzini                                               | Russie Daria Malkova Mariia Miliaeva                                                | Allemagne Katharina Hechler Ricarda Bauernfeind                              |
| Scratch                | Gloria Scarsi                                                                        | Shari Bossuyt                                                                       | Anastasia Lukashenko                                                         |
| Omnium                 | Vittoria Guazzini                                                                    | Shari Bossuyt                                                                       | Marta Jaskulska                                                              |
| Élimination            | Gloria Scarsi                                                                        | Shari Bossuyt                                                                       | Marta Jaskulska                                                              |

### Espoirs
| Épreuves               | Or                                                                                      | Argent                                                                                  | Bronze                                                                       |
| ---------------------- | --------------------------------------------------------------------------------------- | --------------------------------------------------------------------------------------- | ---------------------------------------------------------------------------- |
| Épreuves masculines    |                                                                                         |                                                                                         |                                                                              |
| Kilomètre              | Alexandr Vasiukhno                                                                      | Marc Jurczyk                                                                            | Ayrton De Pauw                                                               |
| Keirin                 | Rayan Helal                                                                             | Marc Jurczyk                                                                            | Martin Čechman                                                               |
| Vitesse individuelle   | Rayan Helal                                                                             | Melvin Landerneau                                                                       | Martin Čechman                                                               |
| Vitesse par équipes    | France Melvin Landerneau Rayan Helal Florian Grengbo                                    | Russie Sergey Tabolin Evgenii Bobrakov Alexandr Vasiukhno                               | Allemagne Marc Jurczyk Nik Schröter Carl Hinze                               |
| Poursuite individuelle | Felix Groß                                                                              | Ivan Smirnov                                                                            | Stefan Bissegger                                                             |
| Poursuite par équipes  | Grande-Bretagne Matthew Bostock Joe Holt Matthew Walls Fred Wright Rhys Britton         | Suisse Valère Thiébaud Lukas Rüegg Stefan Bissegger Robin Froidevaux Nico Selenati      | Russie Ivan Smirnov Dmitri Moukhomediarov Lev Gonov Gleb Syritsa             |
| Course aux points      | Edgar Stepanyan                                                                         | Matteo Donegà                                                                           | Bryan Boussaer                                                               |
| Américaine             | Grande-Bretagne Matthew Walls Ethan Hayter                                              | Belgique Bryan Boussaer Jules Hesters                                                   | Suisse Nico Selenati Lukas Ruegg                                             |
| Scratch                | Matthew Walls                                                                           | Nico Selenati                                                                           | Marten Kooistra                                                              |
| Omnium                 | Ethan Hayter                                                                            | Moritz Malcharek                                                                        | Sergey Rostovtsev                                                            |
| Élimination            | Jules Hesters                                                                           | Aleksandr Smirnov                                                                       | Yauheni Karaliok                                                             |
| Épreuves féminines     |                                                                                         |                                                                                         |                                                                              |
| 500 mètres             | Miriam Vece                                                                             | Miglė Marozaitė                                                                         | Millicent Tanner                                                             |
| Keirin                 | Nicky Degrendele                                                                        | Steffie van der Peet                                                                    | Aleksandra Tolomanow                                                         |
| Vitesse individuelle   | Miriam Vece                                                                             | Miglė Marozaitė                                                                         | Nicky Degrendele                                                             |
| Vitesse par équipes    | Pologne Julita Jagodzińska Marlena Karwacka                                             | Italie Miriam Vece Martina Fidanza Gloria Manzoni                                       | Grande-Bretagne Millicent Tanner Georgia Hilleard                            |
| Poursuite individuelle | Marta Cavalli                                                                           | Martina Alzini                                                                          | Natalia Studenikina                                                          |
| Poursuite par équipes  | Italie Martina Alzini Elisa Balsamo Marta Cavalli Letizia Paternoster Vittoria Guazzini | Grande-Bretagne Megan Barker Rebecca Raybould Jessica Roberts Jenny Holl Abigail Dentus | Allemagne Laura Süßemilch Michaela Ebert Franziska Brauße Lea Lin Teutenberg |
| Course aux points      | Diana Klimova                                                                           | Aksana Salauyeva                                                                        | Valentine Fortin                                                             |
| Américaine             | Russie Maria Novolodskaya Diana Klimova                                                 | Grande-Bretagne Megan Barker Jessica Roberts                                            | Italie Elisa Balsamo Letizia Paternoster                                     |
| Scratch                | Kirstie van Haaften                                                                     | Rebecca Raybould                                                                        | Maria Martins                                                                |
| Omnium                 | Letizia Paternoster                                                                     | Franziska Brauße                                                                        | Megan Barker                                                                 |
| Élimination            | Letizia Paternoster                                                                     | Clara Copponi                                                                           | Mylene de Zoete                                                              |

## Tableau des médailles
| Rang  | Nation          | Or | Argent | Bronze | Total |
| ----- | --------------- | -- | ------ | ------ | ----- |
| 1     | Italie          | 13 | 5      | 3      | 21    |
| 2     | Russie          | 9  | 6      | 7      | 22    |
| 3     | Belgique        | 6  | 4      | 3      | 13    |
| 4     | France          | 4  | 5      | 2      | 11    |
| 5     | Grande-Bretagne | 4  | 3      | 3      | 10    |
| 6     | Pologne         | 2  | 2      | 9      | 13    |
| 7     | Pays-Bas        | 2  | 1      | 2      | 5     |
| 8     | Allemagne       | 1  | 6      | 5      | 12    |
| 9     | Irlande         | 1  | 1      | 0      | 2     |
| 10    | Tchéquie        | 1  | 0      | 4      | 5     |
| 11    | Arménie         | 1  | 0      | 0      | 1     |
| 12    | Lituanie        | 0  | 4      | 0      | 4     |
| 13    | Biélorussie     | 0  | 2      | 2      | 4     |
| 13    | Suisse          | 0  | 2      | 2      | 4     |
| 15    | Grèce           | 0  | 2      | 1      | 3     |
| 16    | Ukraine         | 0  | 1      | 0      | 1     |
| 17    | Portugal        | 0  | 0      | 1      | 1     |
| Total | Total           | 44 | 44     | 44     | 132   |